# Ilnen
Ilnen är en sjö i Vansbro kommun i Dalarna och ingår i Norrströms huvudavrinningsområde. Sjön har en area på 0,498 kvadratkilometer och ligger 251 meter över havet. Sjön avvattnas av vattendraget Norrboån (Tyrsån).

## Delavrinningsområde
Ilnen ingår i det delavrinningsområde (669394-143835) som SMHI kallar för Utloppet av Orsen. Medelhöjden är 280 meter över havet och ytan är 37,55 kvadratkilometer. Det finns inga avrinningsområden uppströms utan avrinningsområdet är högsta punkten. Norrboån (Tyrsån) som avvattnar avrinningsområdet har biflödesordning 4, vilket innebär att vattnet flödar genom totalt 4 vattendrag innan det når havet efter 306 kilometer. Avrinningsområdet består mestadels av skog (72 procent) och sankmarker (13 procent). Avrinningsområdet har 3,1 kvadratkilometer vattenytor vilket ger det en sjöprocent på 8,3 procent.